# Takélot (grand prêtre d'Amon)
Pour les articles homonymes, voir Takélot.
Takélot est grand prêtre d'Amon à Thèbes après Horsaïset II à la fin du règne de Pétoubastis Ier et pendant le règne de Sheshonq IV. Il sera remplacé dans sa charge par le futur Osorkon III.

## Généalogie
Rien n'est connu de lui mais il est possible qu'il soit le fils de son prédécesseur Horsaïset II.

## Biographie
La première mention de ce grand prêtre date de l'an XXIII du règne de Pétoubastis Ier. Il reste grand prêtre pendant le règne de son successeur le roi Sheshonq IV (environ six ans) jusqu'à ce qu'Osorkon (le futur Osorkon III) reconquiert la ville de Thèbes en l'an XXXIX du règne de Sheshonq III et reprenne sa charge de grand prêtre à la place de Takélot. Osorkon se proclame peu après roi et place son fils Takélot (le futur Takélot III) comme grand prêtre d'Amon. 